# Twin Town
Twin Town je britská filmová komedie, jejímž režisérem byl velšský herec Kevin Allen. Jde o první snímek, ve které se v hlavní roli představil Rhys Ifans. Rovněž zde hrál jeho mladší bratr Llŷr Ifans. Jejich otce zde hrál Huw Ceredig a dále ve filmu vystupovali například Dougray Scott, Ronnie Williams a Di Botcher. Děj filmu se odehrává v jihovelšských městech Swansea a Port Talbot. Premiéru měl 11. dubna roku 1997. Pojednává o dvou bratrech, kteří žijí z krádeží.

## Obsazení
| Llŷr Ifans      | Julian Lewis     |
| Rhys Ifans      | Jeremy Lewis     |
| Huw Ceredig     | Fatty Lewis      |
| Rachel Scorgie  | Adie Lewis       |
| Di Botcher      | Jean Lewis       |
| Dougray Scott   | Terry Walsh      |
| Dorien Thomas   | Greyo            |
| William Thomas  | Bryn Cartwright  |
| Jenny Evans     | Bonny Cartwright |
| Sue Roderick    | Lucy Cartwright  |
| Brian Hibbard   | Dai Rhys         |
| Morgan Hopkins  | Chip Roberts     |
| Buddug Williams | Mrs Mort         |
| Ronnie Williams | Mr Mort          |